# Scopula corrivalaria
Scopula corrivalaria là một loài bướm đêm trong họ Geometridae.